# Consiglio di contea
Un consiglio di contea è l'organo amministrativo eletto che governa un'area nota come contea. Questo termine ha significati leggermente diversi nei diversi paesi.

## Isole britanniche
I consigli di contea erano responsabili di servizi più strategici in una regione, con consigli distrettuali urbani più piccoli e consigli distrettuali rurali responsabili di altre attività. Il nuovo sistema è stato un importante ammodernamento, che si è reso necessario a causa dell'aumento delle funzioni svolte dal governo locale nella Gran Bretagna tardo vittoriana.

### Inghilterra e Galles
In Inghilterra e Galles, un consiglio di contea è l'ente locale che governa una contea.
I consigli di contea furono introdotti nel 1889 in Inghilterra e Galles dal Local Government Act 1888. Hanno assunto le funzioni amministrative delle Sessioni trimestrali non elette.

### Scozia
Il sistema fu presto esteso alla Scozia, dal Local Government (Scotland) Act 1889, e all'isola d'Irlanda dal Local Government (Ireland) Act 1898. Ad eccezione della Scozia, le aree che coprivano erano chiamate contee amministrative e non erano sempre le stesse delle contee tradizionali della contea.

## Stati Uniti
Negli Stati Uniti, la maggior parte dei singoli stati ha contee come forma di governo locale; nove stati, sono guidati da un consiglio di contea. In altri stati, ogni contea è guidata da una commissione di contea o da un consiglio di amministrazione di contea.